# Wolf (månkrater)
För andra betydelser, se Wolf.
Wolf är en 25 kilometer stor nedslagskrater på månens Mare Nubium. Wolf har fått sitt namn efter den tyske astronomen Max Wolf.

## Satellitkratrar
På månkartor är dessa objekt genom konvention identifierade genom att placera ut bokstaven på den sida av kraterns mittpunkt som är närmast kratern Wolf.
| Wolf | Latitud | Longitud | Diameter |
| ---- | ------- | -------- | -------- |
| A    | 22.2° S | 18.4° V  | 5.59 km  |
| B    | 23.1° S | 16.4° V  | 15.11 km |
| C    | 24.1° S | 14.5° V  | 2.65 km  |
| E    | 23.9° S | 16.3° V  | 2.31 km  |
| F    | 22.0° S | 14.9° V  | 2.34 km  |
| G    | 22.5° S | 16.8° V  | 5.7 km   |
| H    | 23.0° S | 14.7° V  | 7.75 km  |
| S    | 21.2° S | 16.5° V  | 29.84 km |
| T    | 23.4° S | 18.8° V  | 27.1 km  |